# Rocaille

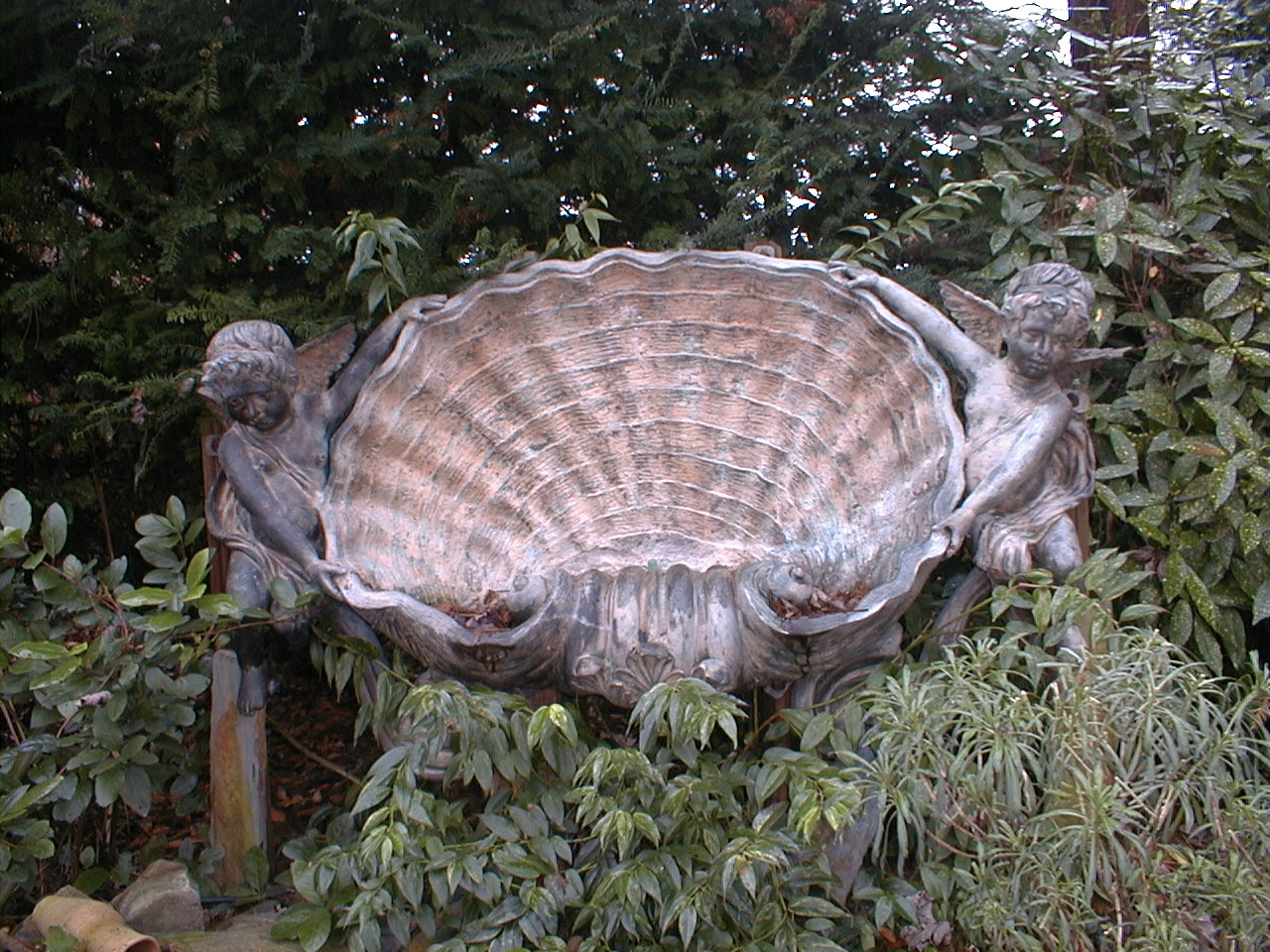
Een 18de-eeuwse bronzen rocaille-fontein, met twee putti

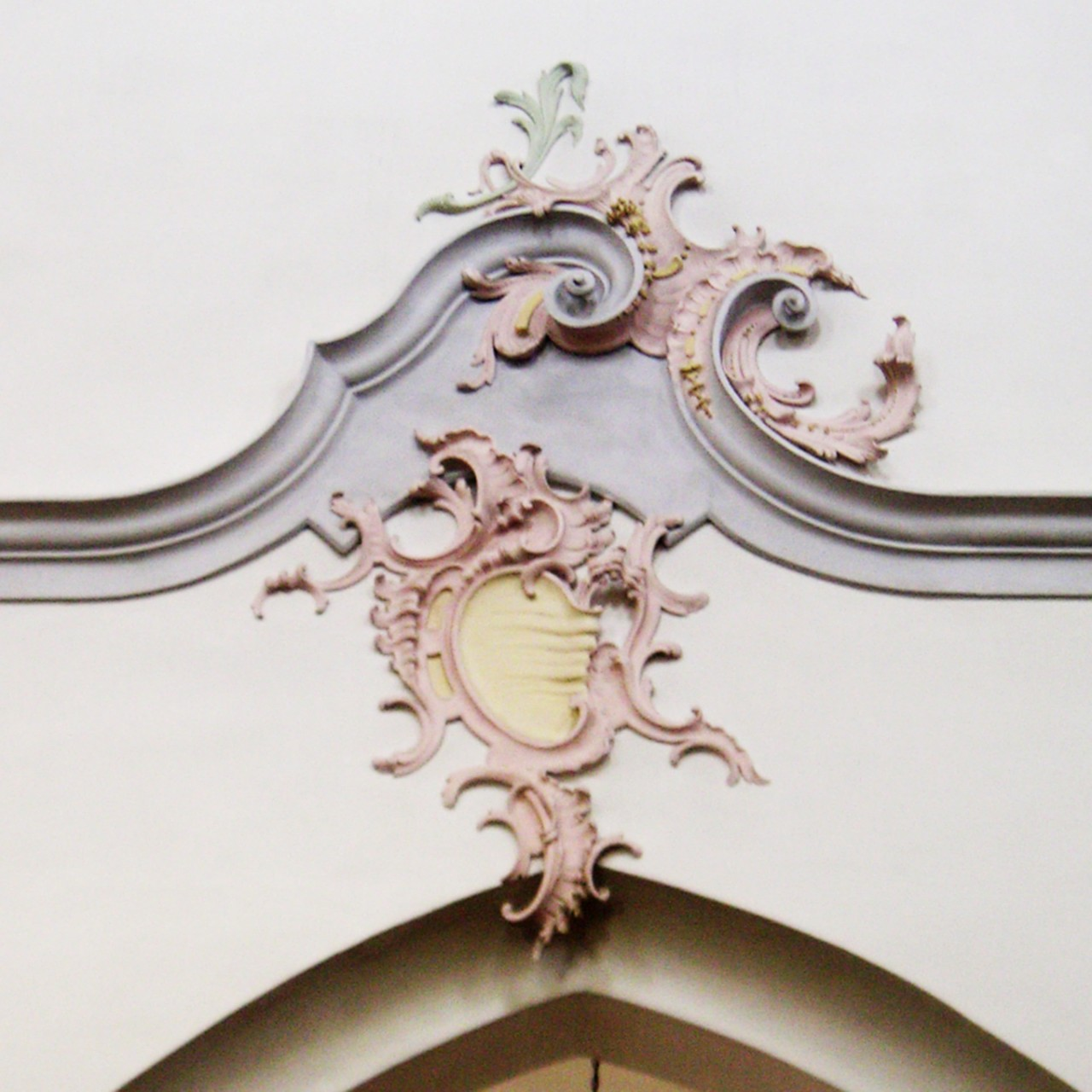
Rocaille stucwerk

Een rocaille is een schelpmotief. Naar dit woord is de stijl rococo vernoemd, een 18e-eeuwse stijl die in Europa bloeide.
De rocaille is terug te vinden in veel Franse interieurs, op schouwen. De rocaille wordt ook wel het stucwerk genoemd, dit stijlelement werd gebruikt om de overgang van muur naar plafond te verdoezelen.
Aanvankelijk werd het begrip gebruikt voor ornamentele schelpengrotten in tuinen, die werden geplaatst naar voorbeeld van het Romeinse nymphaeum. Later werden er echter veel meer soorten ornamentele vormen gecreëerd en werden rocailles ook onder andere als versieringen van omlijstingen en frontons gebruikt.

## Afbeeldingen

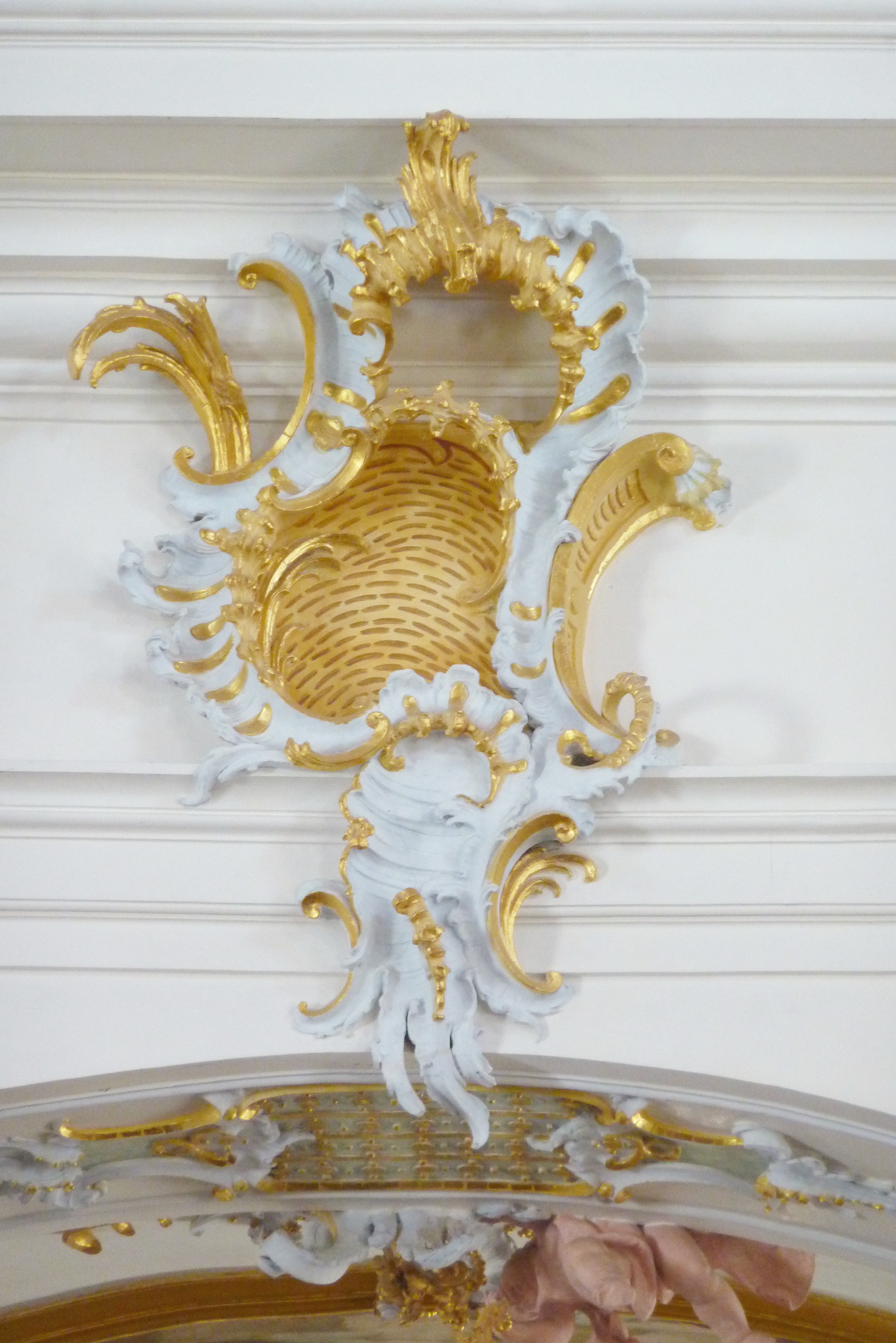
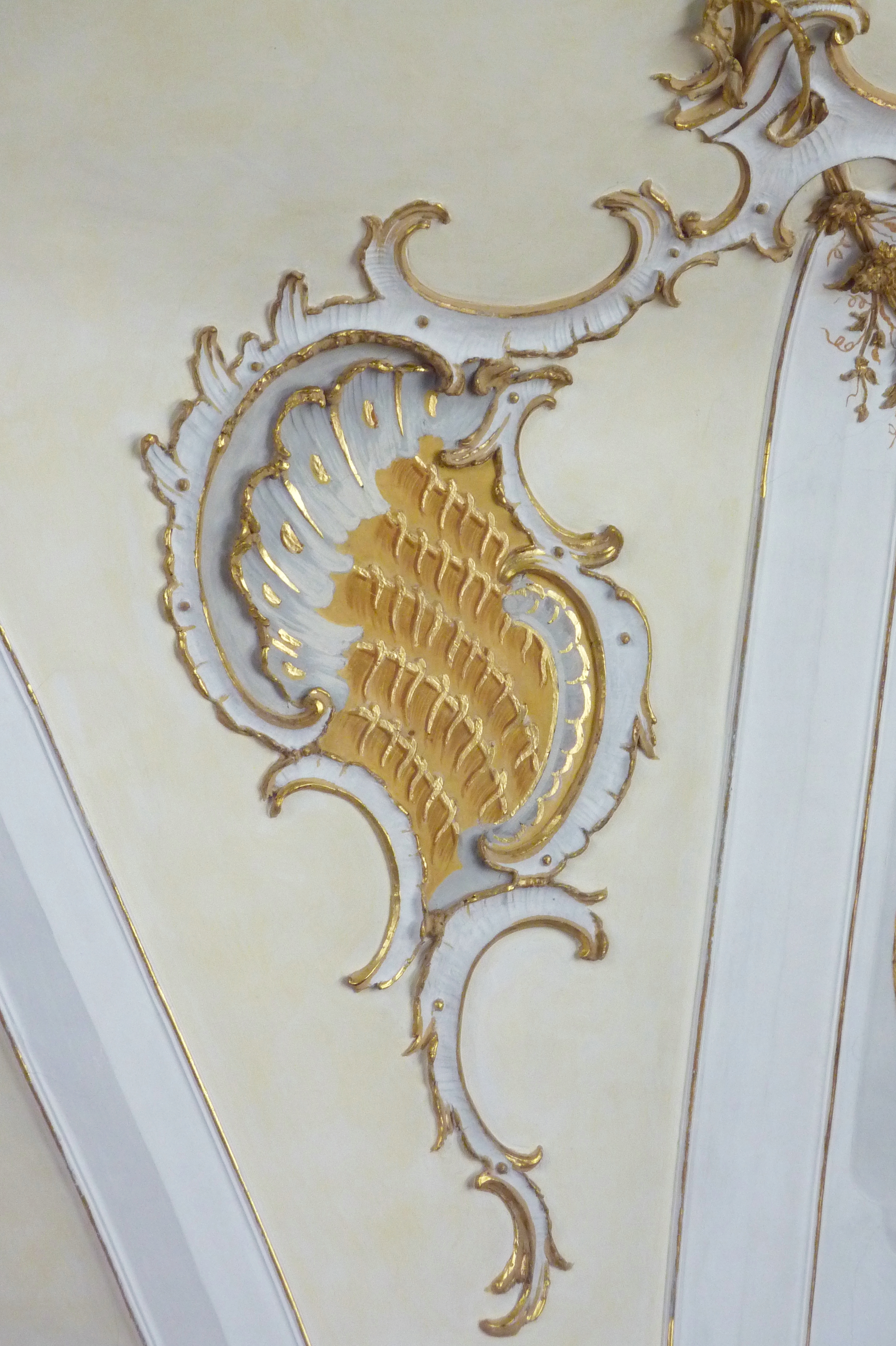